# 3096 Bezruc
3096 Bezruc је астероид главног астероидног појаса са средњом удаљеношћу од Сунца која износи 2,669 астрономских јединица (АЈ).
Апсолутна магнитуда астероида је 12,7.